# Ronald Boakye
Ronald Boakye is een Nederlands-Ghanees voetballer die doorgaans als verdediger speelt.  

## Loopbaan
Boakye begon in zijn jeugd met voetballen bij UVS, Sparta Rotterdam. In 2020 maakte hij de overstap naar de jeugdafdeling van ADO Den Haag. Op 22 mei 2022 tekende hij zijn eerste profcontract bij ADO tot de zomer van 2024. 
Op 10 augustus 2024 in de thuiswedstrijd tegen VVV Venlo maakte Boakye zijn debuut voor ADO Den Haag. Hij begon in de basis maar in 45e minuut hij werd gewisseld. Sekou Sylla vervangt hem. De wedstrijd werd gelijkgespeeld, 1-1. Boakye staat bekend om zijn gedrevenheid en zijn bereidheid om te concurreren voor zijn plek in de basiself. In een interview gaf hij aan dat hij verwachtte bij de selectie te horen als hij zijn best zou doen op de trainingen en zijn kwaliteiten zou laten zien.

### K.v.v. Quick Boys
Boakye kreeg niet contract verlenging bij ADO Den Haag. Boakye heeft bij Quick Boys een verbintenis getekend voor één jaar met een optie voor een tweede seizoen.

## Statistieken

#### Senioren
| Seizoen                         | Club           | Land           | Competitie     | Competitie | Competitie | Beker | Beker | Nacompetitie | Nacompetitie | Totaal | Totaal |
| Seizoen                         | Club           | Land           | Competitie     | Wed.       | Dlp.       | Wed.  | Dlp.  | Wed.         | Dlp.         | Wed.   | Dlp.   |
| ------------------------------- | -------------- | -------------- | -------------- | ---------- | ---------- | ----- | ----- | ------------ | ------------ | ------ | ------ |
| 2024/25                         | ADO Den Haag   | Nederland      | Eerste Divisie | 8          | 0          | 0     | 0     | 0            | 0            | 8      | 0      |
| 2025/26                         | Quick Boys     | Nederland      | Tweede Divisie | 1          | 0          | 0     | 0     | 0            | 0            | 1      | 0      |
| Carrièretotaal                  | Carrièretotaal | Carrièretotaal | Carrièretotaal | 9          | 0          | 0     | 0     | 0            | 0            | 9      | 0      |
| Bijgewerkt t/m 18 augustus 2025 |                |                |                |            |            |       |       |              |              |        |        |